# 아요디아
아요디아(Ayodhyā) 또는 아유타(阿踰陀)는 인도 우타르프라데시주의 갠지스강의 지류인 가가라강 연변에 있다.
아요디아는 역사적으로 사케타로도 알려져 있었다. 초기 불교 및 자이나교 경전에 따르면 종교 지도자였던 고타마 붓다와 마하비라가 이 도시에 방문하고 머물렀다고 한다. 자이나교 경전은 또한 아요디아를 리샤바나타, 아지타나타, 아비난다나타, 수마티나타, 아난타나타 등 다섯 명의 티르탕카라의 출생지로 묘사하며, 또한 바라타 차크라바르티와도 연관짓는다. 굽타 제국의 시대 이후, 여러 자료에서 아요디아와 사케타를 같은 도시로 언급한다.
라마야나속 아요디아는 오늘날의 아요디아와 자주 동일시되며, 서사시 라마야나 및 그 다양한 버전에서 코살라의 힌두 신 라마의 출생지로 묘사된다.
2023년 아요디아에서 열린 디왈리 축제에서는 2,223,676개의 유등을 점등하여 가장 큰 램프 전시로 기네스 세계 기록에 등재되었다.

## 역사
인도의 시조이자 마누법전의 저자인 마누가 이 도시의 창시자로 전해진다. 아요디아는 한때 코살라 왕국의 수도였다.
불교 사료에 따르면 "아요디아"도시 북쪽 4-5리 밖에 "사케타"(Sāketa)가 있었다. 7세기에 현장 삼장이 이 도시를 방문했을 때, 이곳에는 100여 개의 불교 사원과 3,000명의 승려가 있었으며, 10개의 힌두교 사원이 있었지만 신도는 많지 않았다고 전한다. 또한 무착 보살이 아요디아에서 미륵 보살의 설법을 듣고 이를 기록했다고 전한다. 이것이 미륵오론이며, 현장이 개중 명시한 것은 세 가지 논서인 《유가사지론》, 《대승장엄경론》, 《중변분별론》이다.
학자들은 "사케타"와 오늘날의 아요디아가 같은 도시라고 보나, 서로 다른 도시로 보는 견해도 있다. 리스 데이비스(Rhys Davids)는 이 두 도시의 관계가 런던과 웨스트민스터의 관계와 유사하며, 서로 가깝게 위치해 있다고 보았다. 한편 오늘날의 아요디아와 라마야나에 나오는 아요디아의 관계는 불분명한데, 한 이론은 오늘날의 아요디아 및 사케타와 라마야나 속 아요디아가 동일하다고 주장하며, 또 다른 이론은 라마야나의 아요디아는 신화적인 도시로, 원래 도시의 이름은 사케타였지만 굽타 황제(아마도 스칸다굽타)가 수도를 사케타로 옮기고 전설적인 도시의 이름을 따서 아요디아로 개명하면서 아요디아라는 이름이 정착했다고 주장한다.

### 아요디아 분쟁
19세기 말, 이 도시에는 96개의 힌두교 사원과 36개의 이슬람 모스크가 있었다. 또한 이 성지에서 시인 툴시 다스(Tulsi Das)가 라마 서사시를 썼다. 1990년대에 아요디아는 힌두교도와 무슬림 간 부족 갈등의 중심지가 되었고, 1992년 12월 6일 힌두교도들이 1528년에 지어진 바브리 모스크를 파괴했다. 이는 라마찬드라가 태어난 장소에 세워진 힌두교 사원을 파괴하고 모스크를 지었다는 전승 때문이었다. 종교 갈등의 확산을 막기 위해 인도 정부가 이 부지를 매입하였다. 2003년 8월 인도 고고학 조사국은 논란의 대상이 된 건물(모스크) 아래에 대규모 건축 유적이 있었음을 보고했고, 힌두 신의 파손된 조각상과 연꽃 모양의 장식물 등 힌두교 고전 상징물들을 발견했다. 이후 이 지역에서 진행된 고고학 발굴은 라마 숭배자들의 주장을 뒷받침했고, 힌두교도들은 이 지역에 새로운 라마 신전을 재건했다. 라마 사원 건설은 2020년 8월에 시작되어 2024년 1월 22일 발라크 라마의 신상과 함께 봉헌되었다.

## 자매 결연
- 1999년 4월 28일에 미쉬라 왕손 내외가 대한민국을 방문한 계기로 2000년 대한민국 경상남도 김해시와 인도 아요디아 시와 자매결연을 하였다.[17][18]

## 행사
- 2013년 3월 21일 제12주년 허왕후 기념비[19]

## 같이 보기
- 허황옥
- 아요디아 분쟁